# Ketambea
Ketambea là một chi nhện trong họ Linyphiidae.